# Buggerru
Buggerru (sardinski: Bugèrru) je grad i općina (comune) u pokrajini Južnoj Sardiniji u regiji Sardiniji, Italija. Nalazi se na nadmorskoj visini od 51 metar i ima populaciju od 1 068 stanovnika.
 Prostire se na teritoriju od 48,33 km². Gustoća naseljenosti je 22 st/km².
Susjedne općine su: Fluminimaggiore i Iglesias.